# Gotthold Müller
Frederik Gotthold (von) Müller (Møller) (17. juni 1795 i Fjellerup ved Grenaa – 9. januar 1882 i skovridergården Stenderupstrand) var en dansk officer og hofembedsmand, far til Othar Müller.

## Baggrund
Han var søn af sognepræst i Fjellerup Sogn Thomas Høeg Christophersen Møller (døbt i Nordborg 22. januar 1755 - 1. februar 1802) og Dorothea Kallager (døbt 15. juli 1764 - 30. december 1839, gift 2. gang 1. april 1803 med sukkerhuskontrollør Hans Severin Engelbrecht Bentzon, ca. 1760-1822). Den velhavende fader tog 1798 sin afsked og flyttede til København, hvor han døde 1802, men allerede 1. april 1803 fik Müller i kontrollør ved det Schimmelmannske Sukkerraffinaderi Hans Severin Benzon en omhyggelig stedfader.

## Under Napoleonskrigene
Det travle militære liv i hovedstaden efter 1801 vakte drengens lyst til soldaterstanden. Som 13 års purk kom han ind på Frikorporalinstituttet, hvorfra han 1810 afgik som sekondløjtnant i Prins Frederik Ferdinands Dragonregiment. Dette var blevet oprettet 1807 og havde endnu ingen fast garnison, men flakkede om på landet, hvor Müller førte et fornøjeligt, ubundent liv, der snart blev fortsat uden for Sjælland, uden at det førte til alvorlig kamp. I december 1813 stødte regimentet til det ved Kolding formerede reservekorps, hvorfra landgrev Carl af Hessen trak det ned til Flensborg; men kort efter måtte det på kongens befaling marchere tilbage til armeen på Fyn. 1814 kom det atter til Sønderjylland for i forbindelse med andre tropper at sikre mod et overfald af Karl Johan. Efter et kort ophold på Sjælland marcherede regimentet ud for at okkupere Frankrig, men ved Bremen standsedes bevægelsen, og regimentet gik tilbage til Holsten. Endelig i slutningen af 1815 fik Müller en længere udkommando, idet hans regiment hørte til de 5000 mand danske tropper, der okkuperede Nordfrankrig indtil efteråret 1818. Inden hjemmarchen ægtede Müller 21. april 1818 på Oppy, Pas-de-Calais, med Maria Carolina Ferdinanda Augusta von Gähler (5. juni 1791 i Randers - 16. november 1861 på Louisenhøj ved Aarhus), datter af generalmajor Caspar Friedrich von Gähler (1737-1797) og Elisabeth Lucia Christina von Oertz(en) (1758-1843). Ud over gode karakteregenskaber gav giftermålet med en adelsfrøken Gotthold Müller en høj social position.

## Deltagelse i Treårskrigen
Hjemkommet fra Frankrig fik Müller en rolig periode i regimentets første garnison, Aarhus, indtil han 1833 blev adjudant hos Arveprins Ferdinand. Hans hoftjeneste blev afbrudt ved adskillige rejser, bl.a. for at overvære troppeøvelserne ved Odessa, Lüneburg og i Baden, men især ved deltagelse i Treårskrigen. Müller, der 1827 var blevet ritmester, 1836 Ridder af Dannebrog, 1839 major, 1844 Dannebrogsmand, 1848 oberstløjtnant, hørte i 1849 (da han blev oberst) til Ryes Korps og deltog i kampen ved Kolding, hvor sønnen Carl Frederik Ferdinand (født 1829) blev såret (han faldt 3. juni samme år ved Fredericia). Senere ledede Müller med et af alle tre våben sammensat kommando den smukke fægtning ved Aarhus. 1850 var Müller stabschef ved reservekavaleriet, som dog ikke spillede nogen virksom rolle.

## Senere virke
Efter krigen vendte Müller tilbage til Arveprinsen og var tillige stabschef ved den sjællandske generalkommando. 1851 blev han Kommandør af Dannebrog. Ved udnævnelsen til generalmajor 1856 fik han 1. Kavaleribrigade og blev samtidig pladskommandant i Slesvig by. De vanskelige forhold i Hertugdømmerne krævede hos de højere officerer en karakterfasthed og politisk selvstændighed, som man ikke tiltroede Müller, hvorfor han 1860 fik sin afsked. Han flyttede da til Louisenhøj ved Aarhus og boede fra 1873 hos en svigersøn, overførster Emil Bodenhoff, på Stenderupstrand ved Lillebælt, hvor han døde 9. januar 1882.
Ud over sønnen Carl Frederik Ferdinand Müller (1829-1849) havde han sønnerne, ritmester Othar Müller (1823-1911) og godsbestyrer Valdemar Müller (død 1878).
1834 havde han fået præmie for et værk om undervisningen i felttjeneste ved kavaleriet, og i Militært Repertorium, IV, 1838 har han givet beretning om en troppesamling i Rusland 1837. I Tidsskrift for Krigsvæsen 1856 søgte han at imødegå en kritik af Cai Hegermann-Lindencrone af det danske rytteri i Treårskrigen.
Emil Bodenhoffs søn Ernst Bodenhoff har på baggrund af Müllers dagbøger udgivet "En Officers Optegnelser" (Museum, 2 1894) og senere bøgerne Svundne Tider, Den gamle General, Hofliv under trende Konger og Kongesorger.
Gotthold Müller er begravet i Aarhus. Der findes et portrætmaleri fra ca. 1817 og et litografi fra 1853. Fremstillet på maleri af slaget ved Isted af Jørgen Sonne 1875. Maleri udført af sønnen Othar Müller. Fotografier af J.E. Bøgh og Georg E. Hansen (Det Kongelige Bibliotek).